# لويس ألبرتو ماركيز
لويس ألبرتو ماركيز (بالإسبانية: Luis Márquez)‏ هو لاعب كرة قدم مكسيكي، ولد في 10 فبراير 1995 في غوادالاخارا في المكسيك. لعب مع Lobos BUAP ‏.

## وصلات خارجية
- لويس ألبرتو ماركيز على موقع قاعدة بيانات كرة القدم.إي يو (الإنجليزية)
- لويس ألبرتو ماركيز على موقع Soccerway.com (الإنجليزية)
- لويس ألبرتو ماركيز على موقع عالم كرة القدم.نت (الإنجليزية)